# Walter Richard Talbot
 Walter Richard Talbot (* 13. Dezember 1909 in Pittsburgh, USA; † 26. Dezember 1977 in Washington, D.C., USA) war ein US-amerikanischer Mathematiker und Hochschullehrer.  

## Leben und Werk
Talbot war eines von fünf Kindern von Jerry Talbot und Carrie E. Payne. Nach dem Besuch der Grundschule und Highschool studierte er ab 1927 an der University of Pittsburgh, wo er 1931 den Bachelor of Arts in Mathematik und Physik erhielt. 1934 promovierte er als vierter Afroamerikaner bei Montgomery Morton Culver mit der Dissertation: Fundamental Regions in S(sub 6) for the Simple Quaternary G(sub 60), Type I.
Nach seiner Promotion wurde Talbot zum Assistenzprofessor an der Lincoln University (Missouri) ernannt. 1938 wurde er zum außerordentlichen Professor und dann zum ordentlichen Professor befördert. 1939 wurde er Dekan und 1944 wurde er Leiter der Mathematikabteilung.
Er heiratete Kathleen Almira Mitchell, mit der er zwei Kinder bekam. 1963 wurde er Professor als Nachfolger von Clarence Stephens und Lehrstuhlinhaber für Mathematik an der Morgan State University, wo er im Mai 1977 in den Ruhestand ging. Im Dezember 1977 verstarb er an einem Herzinfarkt.
1967 wurde er in den wissenschaftlichen Rat der Maryland Academy of Sciences berufen. Im Januar 1969 war er Mitgründer der National Association of Mathematicians (NAM), die herausragende Leistungen in den mathematischen Wissenschaften und die mathematische Entwicklung aller unterrepräsentierten Minderheiten fördert.

## Anerkennungen
Die Morgan State University benannte ihm zu Ehren ein Stipendium.
Die Cox-Talbot Lecture wurde 1990 eingerichtet zu Ehren des ersten (Elbert Frank Cox) und vierten Afroamerikaners, der in Mathematik promovierte. Jedes Jahr lädt die NAM einen Mathematiker oder Pädagogen ein, der die einstündige Vorlesung während des jährlichen NAM-Banketts im Rahmen der Joint Mathematics Meetings hält.

## Mitgliedschaften
- Phi Beta Kappa
- American Mathematical Society
- Mathematical Association of America
- Central Association of Science and Mathematics Teachers
- Maryland State Teachers Association
- Beta Kappa Chi Scientific Society
- Sigma Xi
- Alpha Phi Alpha